# Svoboda (Štěpánkovice)

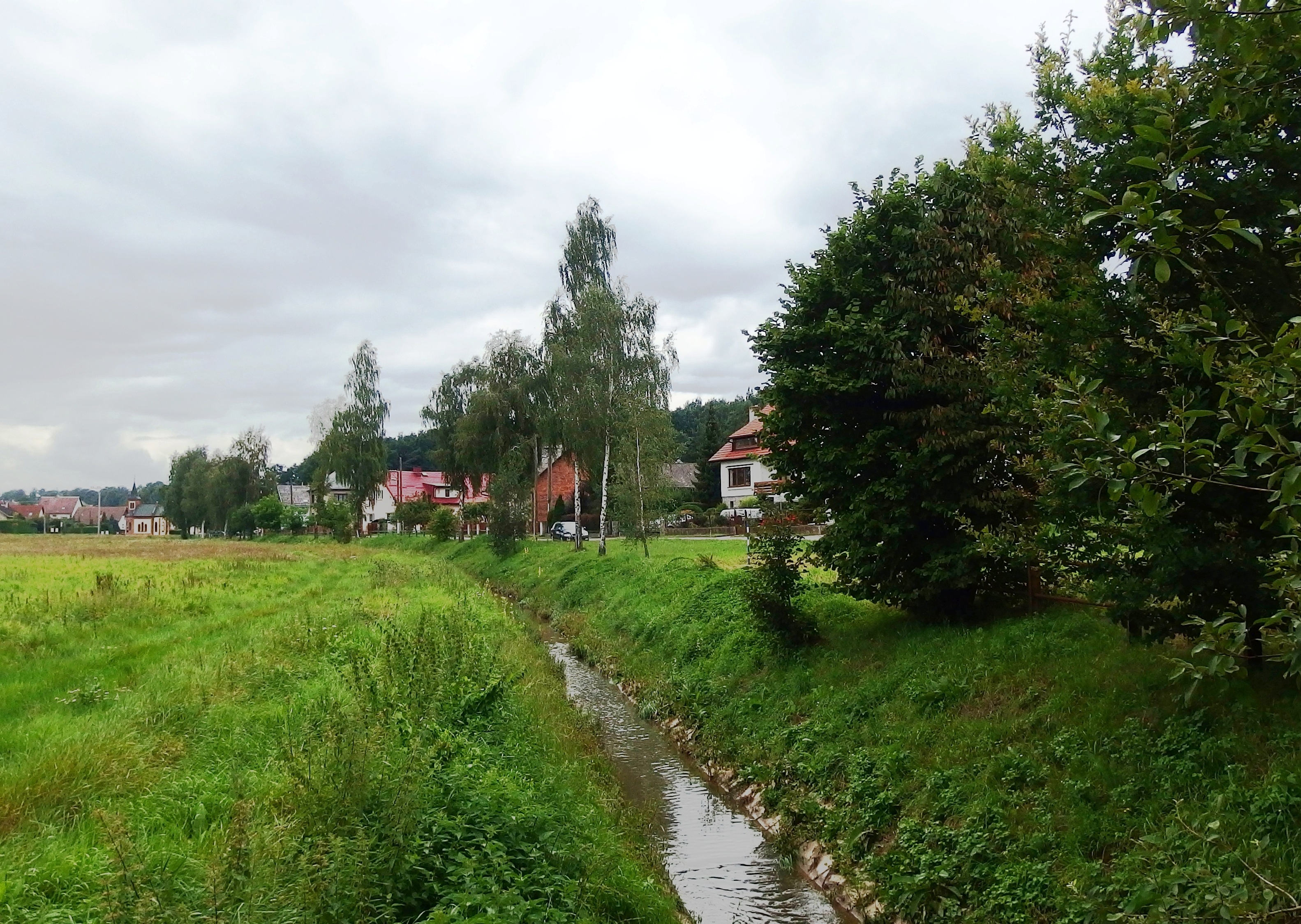
Blick auf Bílá Bříza und Svoboda (links im Hintergrund)

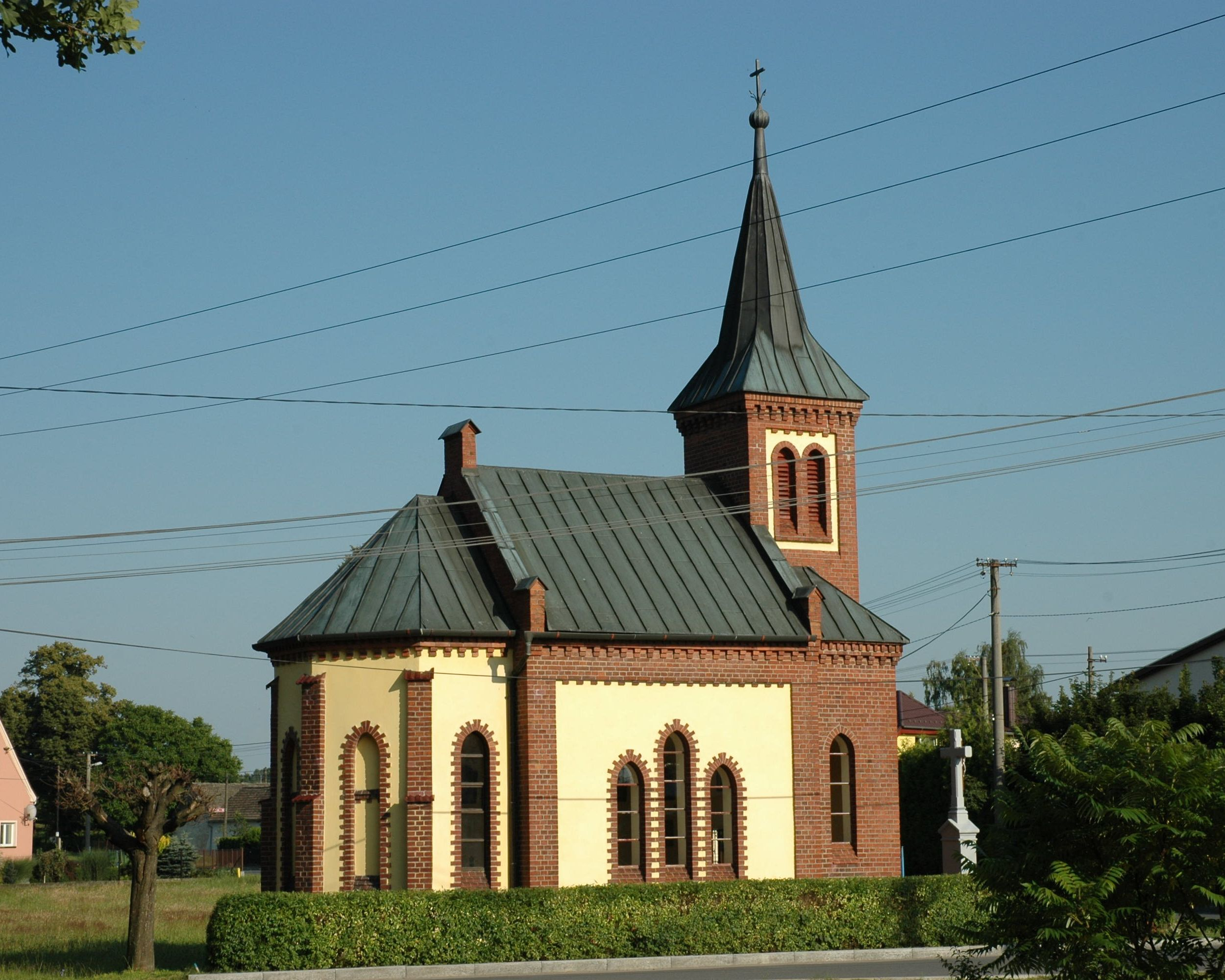
Kapelle des hl. Josef

Svoboda (deutsch Swoboda) ist ein Ortsteil der Gemeinde Štěpánkovice (Schepankowitz) in Tschechien. Er liegt neun Kilometer nordöstlich von Opava (Troppau) und gehört zum Okres Opava.

## Geographie
Svoboda befindet sich am rechten Ufer des Baches Oldrišovský potok (Bilawoda) in der Hlučínská pahorkatina (Hultschiner Hügelland). Östlich der Siedlung verläuft die Schleppbahn des Unternehmens Gypstrend von Kobeřice (Köberwitz) nach Kravaře (Deutsch Krawarn). Im Süden erhebt sich der Oldřišovský kopec (285 m n.m.), südwestlich der Hadí kopec (303 m n.m.).
Nachbarorte sind Vrbka (Weidental) im Norden, Bílá Bříza (Weißbirken) im Nordosten, Prostřední Dvůr (Mittelhof) und Albertovec (Hilvetihof) im Osten, Štěpánkovice im Südosten, Hanůvka (Annahof), Nový Dvůr (Neuhof) und Kravaře im Süden, Velké Hoštice (Groß Hoschütz), Malé Hoštice (Klein Hoschütz), Angelika (Angelikahof) und Chlebičov (Klebsch) im Südwesten, Pusté Jakartice (Klingebeutel) und Arnoštov (Ernsthof) im Westen sowie  Pilszcz (Piltsch), Oldřišov (Odersch) und Služovice (Schlausewitz) im Nordwesten.

## Geschichte
Swoboda wurde 1815 auf den Fluren des Gutsbezirks Sczepankowitz im preußischen Kreis Leobschütz gegründet. Anfänglich stand linksseitig der von Ratibor nach Troppau führenden Straße nur ein Einzelgehöft, um das später Kleinbauernstellen angelegt wurden. Die Siedler waren lachischsprachig.
In Knies Landesbeschreibung der Provinz Schlesien von 1830 fand Swoboda – im Gegensatz zu Biala Brzoza – noch keine Erwähnung. Im Jahre 1845 bestand der Ort aus dem Wirtshaus Swoboda und der Siedlung Birkkretscham – einigen einzelnen Häusern gegenüber von Biala Brzoza. Die Kolonie Swoboda wurde 1871 in die Landgemeinde Sczepankowitz eingegliedert. Ab Mai 1874 gehörte die Kolonie zum Amtsbezirk Bolatitz. Im Jahre 1900 hatte Swoboda 140 Einwohner, 1910 waren es 181. Am 8. April 1908 wurden die Landgemeinde und der Gutsbezirk Szczepankowitz in Schepankowitz umbenannt.
Aufgrund des Versailler Vertrages von 1919 wurde Swoboda am 4. Februar 1920 als Teils des Hultschiner Ländchens der Tschechoslowakei zugeschlagen. Beim Zensus von 1921 wurde die aus 33 Häusern bestehende Kolonie Svoboda/Swoboda als Teil von Štěpánkovice/Schepankowitz betrachtet; die Einwohner waren fast ausschließlich Tschechen. 1929 wurde in Svoboda eine zweiklassige Dorfschule als Außenstelle der Štěpánkovicer Schule eröffnet. Im Jahre 1930 lebten in den 35 Häusern von Svoboda/Swoboda 202 Personen.
Nach dem Münchener Abkommen wurde Swoboda am 8. Oktober 1938 zusammen mit dem Hultschiner Ländchen vom Deutschen Reich besetzt. Die Siedlung gehörte nunmehr zum Landkreis Hultschin, der 1939 dem Landkreis Ratibor in der preußischen Provinz Oberschlesien eingegliedert wurde. Am 17. Januar 1939 wurde Swoboda dem neu eingerichteten Amtsbezirk Deutsch Krawarn zugeordnet. Nach dem Ende des Zweiten Weltkriegs kam Svoboda wieder an die Tschechoslowakei zurück. Die Kinder aus Svoboda wurden danach in Kobeřice unterrichtet. 1951 wurde in Štěpánkovice wieder eine Grundschule eingerichtet. In den 1950er Jahren wurden in Svoboda eine moderne Verkaufsstelle und ein Spritzenhaus errichtet. Die Straße von Štěpánkovice nach Svoboda wurde in dieser Zeit asphaltiert. Im Zuge der Gebietsreform von 1960 wurde der Okres Hlučín aufgehoben und die Siedlung dem Okres Opava zugeordnet. 1970 lebten in den 40 Häusern von Svoboda 186 Personen. In den 1970er Jahren wurde ein kleines Landwirtschaftszentrum errichtet. 1991 lebten in den 46 Häusern der Siedlung 159 Menschen. Beim Zensus von 2011 hatte Svoboda 173 Einwohner und bestand aus 56 Wohnhäusern.

## Gemeindegliederung
Der Ortsteil Svoboda ist Teil des Katastralbezirks Štěpánkovice.

## Sehenswürdigkeiten
- Kapelle des hl. Josef